# Jag längtar till himlen
Jag längtar till himlen är en psalmtext av Lina Sandell-Berg med fem 4-radiga verser och en körtext som lyder:Ack, snart är jag der, ja, snart är ja der, Der uppe, der Jesus, min frälsare är.

## Publicerad i
- Det glada budskapet 1890, som nr 18.
- Hemlandssånger 1891, som nr 471 under rubriken "Hoppet".
- Sions Sånger 1951 som nr 98.
- Sions Sånger 1981 som nr 223 under rubriken "Längtan till hemlandet".